# José Pereira de Lacerda
José Pereira de Lacerda (Moura, 7 giugno 1662 – Faro, 28 settembre 1738) è stato un cardinale e vescovo cattolico portoghese.

## Biografia
Nacque il 7 giugno 1662 in una nobile famiglia, figlio di Francisco Pereira de Lacerda e Antónia de Brito Nogueira.
Fu creato cardinale da papa Clemente XI nel concistoro del 29 novembre 1719.
Morì il 28 settembre 1738 all'età di 76 anni.

## Genealogia episcopale e successione apostolica
La genealogia episcopale è:
- Cardinale Guillaume d'Estouteville, O.S.B.Clun.
- Papa Sisto IV
- Papa Giulio II
- Cardinale Raffaele Sansone Riario
- Papa Leone X
- Papa Clemente VII
- Cardinale Antonio Sanseverino, O.S.Io.Hier.
- Cardinale Giovanni Michele Saraceni
- Papa Pio V
- Cardinale Innico d'Avalos d'Aragona, O.S.Iacobi
- Cardinale Scipione Gonzaga
- Patriarca Fabio Biondi
- Papa Urbano VIII
- Cardinale Cosimo de Torres
- Cardinale Francesco Maria Brancaccio
- Vescovo Miguel Juan Balaguer Camarasa, O.S.Io.Hier.
- Papa Alessandro VII
- Cardinale Neri Corsini
- Vescovo Francesco Ravizza
- Cardinale Veríssimo de Lencastre
- Patriarca João de Sousa
- Vescovo Álvaro de Abranches e Noronha
- Cardinale Nuno da Cunha e Ataíde
- Cardinale José Pereira de Lacerda

La successione apostolica è:
- Vescovo Francesco Andrea Correa, Sch.P. (1726)
- Vescovo Giovanni Filippo Cauti (1727)
- Vescovo José Henrique Correa da Gama (1727)